# Lumia Beta Apps
Lumia Beta Apps (anteriormente Nokia Beta Labs) foi aplicativos betas criados pela Microsoft Lumia , onde tinha avaliações e opiniões feitas pelo site da UserVoice.
Após a venda da divisão de dispositivos móveis da Nokia para a Microsoft e após o anúncio de que o CEO da Microsoft Satya Nadella concentrar todos os seus esforços no Windows Phone, em 14 de agosto de 2014, foi anunciada a mudança do site da Nokia Beta Labs para um novo site que hospedam todos os novos testes beta para aplicativos Lumia .
Em 11 de setembro de 2015 a Microsoft anunciou que não aceitaria mais qualquer feedback através do site do Lumia Beta Apps e gostaria de arquivar todos os antigos comentários e incentivou os usuários enviar comentários através do aplicativo de comentários do Windows Insider ou através da Windows Phone Store, após o site de comentários do Lumia Beta Apps.

## Visão geral
Os aplicativos fornecidos pela Beta Apps estão em desenvolvimento, mas são considerados "maduros" o suficiente para ser liberado para ser testado por usuários de todo o mundo. Qualquer pessoa pode enviar comentários sobre os aplicativos, que vai para a equipe de desenvolvimento. Depois de um período de tempo, um aplicativo "formado", ou seja, ele é lançado como uma versão final, ou é removido do site e colocado em um arquivo.
O site facilita as aplicações beta que estão sendo desenvolvidas pela Microsoft ou seleciona desenvolvedores de terceiros para os produtos Lumia. As aplicações são, de muito boa qualidade, mas pode ter eventuais quebras de serviço, e não comercializado ainda, não garantido, e que não são oficialmente suportadas,
sob desenvolvimento ativo, de forma gratuita e não pode ser utilizada para fins comerciais.
Os aplicativos poderão se tornar ofertas comerciais ou serão arquivadas juntamente com as lições aprendidas com base no feedback dos usuários.

## História
Lumia Beta Apps foi lançado como o Nokia Beta Labs , em 16 de abril de 2007, apenas como uma página de links para outros aplicativos betas da Nokia, nomeadamente Sports Tracker, Wellness Diary e WidSets. No dia 13 de agosto, o funcionário da Nokia, Tommi Vilkamo, anunciou a renovação do site e seu papel como o novo gerente dos Beta Labs em seu blog.
Após o rebranding da Microsoft coletar feedback's através do UserVoice e desde então lançou vários novos aplicativos como o Cinemagraph Beta e Gestos. Originalmente, o local foi operado pela Nokia, mas a Microsoft mudou o desenvolvimento para um projeto mais orientado a feedback em agosto de 2014 para permitir que mais usuários adicionassem seus comentários ao invés de apenas os desenvolvedores da Nokia. A Microsoft descontinuou o Nokia Câmera Beta e reabriu o aplicativo Beta como "Lumia Camera Classic" o implementar os novos recursos no aplicativo Lumia Camera,  e acrescentou a integração do OneDrive ao Lumia Cinemagraph (antigo Nokia Cinemagraph) depois de testá-lo pela primeira vez no site do Lumia Beta Apps . Em 25 de fevereiro de 2015 Join Conference (anteriormente Nokia Conference) foi tornado público para todos os Windows Phones, mas republicado sob a Microsoft Garage e reduziu o número de mercados em que ficou disponível.
Em maio de 2015 a Microsoft lançou o Lumia Camera Beta que lembra o Nokia Camera Beta para testar melhorias, entre as novas funcionalidades é a capacidade para selecionar o Office Lens nas configurações. Embora esses recursos sejam exclusivos para os novos aparelhos com PureView , estes dispositivos incluem o Nokia Lumia 930, Nokia Lumia Ícone, Nokia Lumia 1520, Microsoft Lumia 640, e o Microsoft Lumia 640 XL.
No dia 22 de julho de 2015 a Microsoft lançou uma nova versão do Lumia Estúdio Criativo chamado Lumia Creative Studio Beta que adicionou suporte para a imagem viva se as fotografias foram capturadas com a Câmera do Lumia.